# Irina Velihanova
Irina Velihanova (née le 17 mars 1996) est une athlète turkmène.

## Palmarès

### International
| Date | Compétition                  | Lieu    | Résultat | Épreuve    | Temps     |
| ---- | ---------------------------- | ------- | -------- | ---------- | --------- |
| 2016 | Championnats d'Asie en salle | Doha    | 4e       | Pentathlon | 3 524 pts |
| 2018 | Championnats d'Asie en salle | Téhéran | 3e       | Pentathlon | 3 730 pts |
| 2019 | Championnats d'Asie          | Doha    | 8e       | Heptathlon | 5 344 pts |

### National
- Championnats du Turkménistan d'athlétisme
  - Vainqueur du saut en longueur en 2019
  - Vainqueur du 100 mètres haies en 2019
  - Vainqueur du lancer du poids en 2019